# Constantin Carathéodory
Constantin Carathéodory (em grego: Κωνσταντίνος Καραθεοδωρή - Konstantínos Karatheodorí; Berlim, 13 de setembro de 1873 — Munique, 2 de fevereiro de 1950) foi um matemático alemão de origem grega.

## Vida

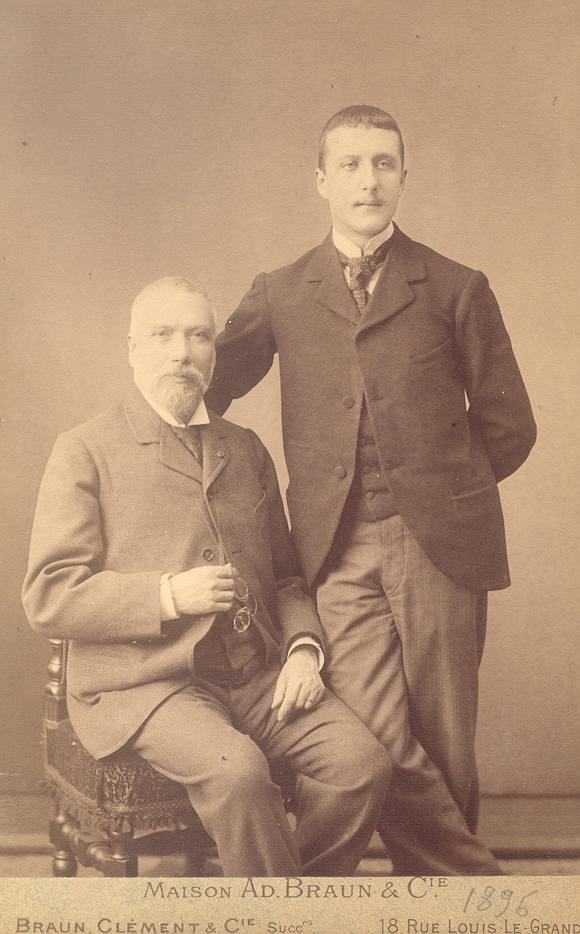
Constantin Carathéodory com o seu tio-avô, Alexander Carathéodory Pascha, Governador Otomano de Creta e embaixador de Berlim.

Filho de Stephanos Carathéodory, um diplomata grego a serviço da Sublime Porta. A família Carathéodory tem uma longa tradição diplomática, e diversos membros da família ocuparam importantes cargos no governo em Constantinopla. Seu tio-avô Alexander Carathéodory Pascha, pai de sua mulher Euphrosyne, representou o Império Otomano como Ministro das Relações Exteriores no Congresso de Berlim (1878). A família é originária da aldeia Vosnochori (Βοσνοχώρι), atualmente Nea Vissa (Νέα Βύσσα), nas imediações de Orestiada.
Carathéodory passou a infância em Bruxelas, onde seu pai foi embaixador desde 1875. Já na juventude seu talento matemático era marcante, tende ele ganho diversos prêmios escolares. Por duas vezes ele ganhou o prêmio de matemática do concours généreaux entre todas as escolas do país. Em 1891 obteve o Abitur e matriculou-se na École Militaire de Belgique em Bruxelas, onde após 4 anos concluiu o curso de engenharia 
Como engenheiro civil na categoria de oficial mudou-se em 1895 para Mitilene, capital da ilha de Lesbos, para auxiliar na expansão da rede de estradas. A guerra greco-turca de 1896-1897 impediu porém novos projetos de construção. Carathéodory foi então para Londres, para em seguida trabalhar para uma firma britânica no Canal de Suez. Trabalhou então 2 anos em Assiute, como engenheiro assistente, na regulagem do rio Nilo. Nas horas de laser envolvia-se com a matemática e estudava as obras de Jordan. Efetuou medições na entrada da Pirâmide de Quéops, as quais publicou. Foi uma surpresa para sua família a decisão de a partir de então dedicar-se somente à matemática.
Carathéodory frequentou a Universidade Humboldt de Berlim, de 1900 a 1901, e a Universidade de Göttingen, de 1902 a 1904. Nesta universidade defendeu a tese Diskontinuierliche Lösungen der Variationsrechnung, orientado por Hermann Minkowski, em 1904. Incentivado por Felix Klein, habilitou-se em seguida, ainda em Göttingen, sendo durante três anos Privatdozent. Em 1908 mudou para a Universidade de Bonn, em 1909 foi professor na Universidade de Hanôver e já no ano seguinte seguiu o chamado para ser professor na recém fundada Technische Hochschule Breslau, Em 1913 retornou a Göttingen, como sucessor de Felix Klein. Em 1918 foi chamado para Berlin. Em 1919 foi admitido, juntamente com Albert Einstein, na Academia de Ciências da Prússia, sendo recebido por Max Planck.
Em 1920 foi chamado para a universidade de Esmirna, sendo nomeado reitor. Apesar de ter-se dedicado ao seu desenvolvimento, seu trabalho encerrou em 1922, com a invasão turca. Carathéodory conseguiu fugir com sua família - mulher, filho e filha - para a ilha de Samos, para então retornar sozinho a Esmirna. Lá organizou ele o salvamento de preciosa documentação da universidade, que foi então transportada de barco para a Grécia. Encontrou então refúgio para sua família em Atenas, onde lecionou até 1924.
Em 1924 foi o sucessor de Ferdinand von Lindemann na Universidade de Munique. Em 1925 foi eleito membro ordinário da classe de matemática e ciências da Academia de Ciências da Baviera, com o apoio de Alfred Pringsheim. Em 1927 foi um dos que assinaram o requerimento para a admissão de Albert Einstein, com quem mantinha correspondência regular por carta, como membro correspondente da academia. Entre outras atividades foi um dos responsáveis da academia pela publicação das obras de Johannes Kepler.
Em 1928 permaneceu longo tempo nos Estados Unidos. Deu palestras como visitante na Universidade da Pensilvânia, na Universidade Harvard, na Universidade Princeton e na Universidade do Texas em Austin e San Antonio.
Em 1930 o governo grego dirigiu-se a ele com um pedido para reorganizar as universidades de Atenas e Tessalonica. Carathéodory correspondeu a este pedido, embora seus colegas, por exemplo Arnold Sommerfeld, tentassem convencê-lo a permanecer em Munique. Durante este tempo ele escreveu para a grande enciclopédia grega um verbete sobre matemática. Na Acrópole investigou o Partenon. Após a conclusão desta tarefa  retornou para Munique. Em 1938 foi professor emérito.
Na época do nazismo retirou-se da vida pública como diretor da igreja greco-ortodoxa de São Salvador em Munique, mas depois de uma pausa de um ano dá aula sobre teoria do potencial. No verão de 1946, após grave doença, apresenta sua primeira palestra no colóquio de matemática de Munique, com o tema Über Länge und Oberfläche. No fim de janeiro de 1950 seu estado de saúde voltou a agravar-se, falecendo em 2 de fevereiro. Foi sepultado no Waldfriedhof de Munique. Sua mulher Euphrosyne havia falecido em 29 de julho de 1947.

## Realizações
Carathéodory foi decididamente influenciado por David Hilbert. Obteve resultados fundamentais em diversos ramos da matemática, em especial na teoria das equações diferenciais parciais, análise complexa (métrica de Carathéodory), e na teoria da medida e da integração.
Suas contribuições para o cálculo variacional, análise complexa, óptica geométrica e termodinâmica, bom como física teórica, influenciaram muitos matemáticos famosos. Da correspondência com Albert Einstein conclui-se que Carathéodory forneceu fundamentais esclarecimentos matemáticos para o pai da teoria da relatividade. A nova definição de campo, que Carathéodory incluiu no cálculo variacional, teve consequências fundamentais. Dela Carathéodory deduziu uma desigualdade, que 20 anos depois, conhecida entre outros nomes como equação ou desigualdade de Bellman, serve de base para o princípio da otimização dinâmica, e desde então muito além da matemática pura.
Suas pesquisas sobre integrais simples no cálculo variacional não se limitam ao plano, pois ele as desenvolveu para o espaço tridimensional. Além disso ele trabalhou também com integrais múltiplas. Também à óptica, a mecânica, bem como o movimento dos planetas ele dedicou diversos tratados, como membro da academia em Munique. Um lugar especial foi dedicado à termodinâmica. Já em 1909 sua publicação sobre o tema (Erste axiomatisch strenge Begründung der Thermodynamik) recebeu grande atenção de Max Planck e Max Born.
Em 1926 ele deduziu a prova geral de que nenhum sistema de lentes e espelhos existe sem aberração óptica, com exceção do caso trivial de espelhos planos. Em 1940 publicou juntamente com Bernhard Schmidt uma teoria de um telescópío refletor sobre a teoria da câmara de Schmidt, cujo primeiro exemplar foi construído em Hamburgo e ao qual outros imediatamente se seguiram, por exemplo no Observatório de Monte Palomar.
Carathéodorys descobriu vários princípios matemáticos, incluindo o princípio do máximo. O teorema de Carathéodory sobre mensurabilidade ainda é objeto de numerosos estudos matemáticos.
Em 2002 a Universidade de Munique batizou a grande sala de aulas do Instituto de Matemática com o nome Constantin-Carathéodory-Hörsaal, em tributo de seu grande labor matemático. Dentre os convidados ao evento festivo esteve sua filha Despina Rodopoulou-Carathéodory.
Além de suas inúmeras realizações na matemática, Carathéodory também é reconhecido por ser poliglota. Suas línguas maternas foram grego e francês. Além disso publicou seus trabalhos principalmente em alemão, e fala fluentemente inglês, italiano e turco.

## Publicações
- Gesammelte Mathematische Schriften. Beck, München 1956, 1957, 5 Bände
- Variationsrechnung und partielle Differentialgleichungen erster Ordnung. 2. Auflage. Teubner, 1956.
- Funktionentheorie. 2 Bände. 2. Auflage. Birkhäuser, 1961.
- Mass und Integral und ihre Algebraisierung. Birkhäuser, 1956.
- Conformal representations. Cambridge University Press, 1969.
- Geometrische Optik. Springer, 1937.
- Vorlesungen über reelle Funktionen. 2. Auflage. Teubner, 1927. (primeira impressão 1918, reimpressão de Chelsea 1948)
- Über die diskontinuirlichen Lösungen in der Variationsrechnung. Dissertation. Göttingen 1904.
- Untersuchungen über die Grundlagen der Thermodynamik. In: Mathematische Annalen. Volume 67, 1909, pp, 1909, S. 355–386. (Centro de digitalização de Göttingen)
- Über eine Verallgemeinerung der Picardschen Sätze. In: Sitzungsberichte Preußische Akademie der Wissenschaften, Math.-Physik. Klasse. Berlin 1920, S. 202–209. (und Gesammelte Math. Schriften, Band 3, S. 45)
- Über den Variabilitätsbereich der Koeffizienten von Potenzreihen, die gegebene Werte nicht annehmen. In: Mathematische Annalen. Volume 64, 1907, S. 95–115.
- Über den Variabilitätsbereich der Fourier'schen Konstanten von positiven harmonischen Funktionen. In: RCMP (Rendiconti del Circolo Matematico di Palermo). Volume 32, 1911, S. 193–217.